# Vanda coerulea
Vanda coerulea Griff. ex Lindl., 1847 è una pianta della famiglia delle Orchidacee originaria dell'Asia Sud-Orientale.

## Descrizione
È un'orchidea  epifita di taglia variabile da media a grande, a crescita monopodiale (ossia con un solo "piede" vegetativo), con steli molto robusti, che  portano foglie coriacee, distiche, conduplicate, ligulate, ad apice tridentato. I fiori, di colore azzurraceo, sono molto grandi (circa 10 cm), di lunga durata riuniti in lassi racemi ascellari eretti o sub-eretti, lunghi anche 60 cm.

## Distribuzione e habitat
La specie è diffusa in India (Assam), Himalaya orientale , Bangladesh, Cina meridionale, Myanmar, Laos e Thailandia.
Cresce su querce nane o altri alberi della foresta decidua, tra gli 800 e i 1700  m di altitudine.

## Specie simili
Vanda coerulescens Griff., 1851 è un'orchidea molto simile alla specie in esame; si differenzia sostanzialmente per le dimensioni più ridotte

## Coltivazione
Questa pianta, come tutte le specie di Vanda si coltiva in cesti sospesi di legno e va esposta a pieno sole, ama le temperature mediobasse e ha bisogno di una stagione di riposo, durante la quale va ridotta l'irrigazione ed eliminata la concimazione.